# Zaułek Stoleszników

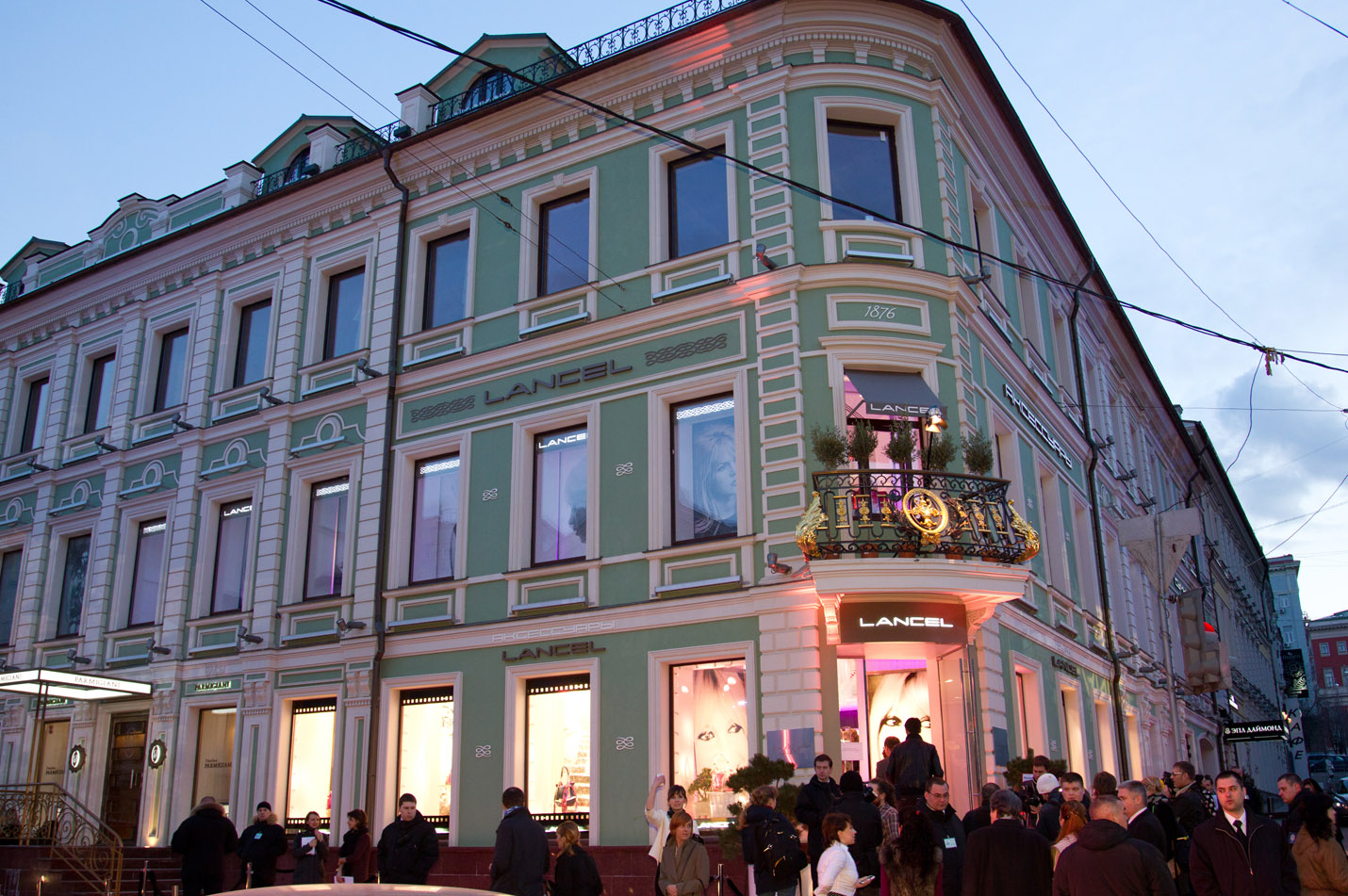
Zaułek Stoleszników – butik Lancel

Zaułek Stoleszników (ros. Столешников переулок) – ulica w Centralnym okręgu administracyjnym Moskwy. Biegnie od placu Twerskiego do Pietrowki, następnie przecina ulicę Bolszaja Dmitrowka, po czym przebiega równolegle pomiędzy Twerskim Projezdom a Zaułkiem Kamergerskim, aby ostatecznie przejść w ulicę Kuzniecki Most. Słynie z dużej liczby punktów handlowych oferujących dobra luksusowe, takich jak butiki i sklepy jubilerskie. Nazwa pochodzi od „stoleszników”, carskich tkaczy.

## Sklepy i inne miejsca
- Cartier
- Christian Dior
- Hermès
- Jimmy Choo
- Louis Vuitton
- Burberry
- Salvatore Ferragamo
- Les Copains
- Chanel
- Escada
- Agent Provocateur
- Denis Simachёv
- Cerutti
- Berluti
- Furla
- Celine
- Crocus
- Fendi
- Rendez-Vous
- Patrizia Pepe
- Je t’iame
- Vacheron Constantin
- Piaget
- Bersani
- Chaumet
- Lancel
- David Morris
- Cassaforte
- Van Cleef & Arpels
- Tony&Guy
- Gogol – café w stylu radzieckim (piwo, jedzenie w przystępnej cenie)
- Guilly’s – amerykańska steak restaurant
- Denis Simachёv Bar
- Bianco Cafe